# Inoceramus curacoensis
Inoceramus curacoensis (Weaver, 1931) es una especie ya extinta de moluscos bivalvos de la familia Inoceramidae. Fue descripta por primera vez en el año 1931 por el geólogo y paleontólogo Charles E. Weaver.

## Características anatómicas
Poseen conchillas de tamaño pequeño a medio, subcirculares, inequilaterales, similares en largo y alto y subequivalvas, siendo la valva izquierda un poco más convexa que la derecha.

## Modo de vida
Se desempeñaban como organismos bentónicos, semi infaunales, que se ligaban al sustrato  mediante un biso. Su alimentación era de tipo suspensívora.

## Distribución y registro fósil
Se desarrollaron durante el Hauteriviano Tardío. Sus ejemplares se encuentran restringidos a la Cuenca Neuquina, más específicamente localizados en la Formación Agrio.